# Lakewood Louie
"Lakewood" Louie is een professionele pokerspeler uit de Verenigde Staten. Eind jaren 70 en begin jaren 80 was hij een prominente speler en won in korte tijd vier World Series of Poker titels. Zijn eerste overwinning kwam tijdens de World Series of Poker 1978 in een $5.000 Draw High toernooi en was goed voor een geldprijs van $21.000.

## World Series of Poker bracelets
| Jaar | Toernooi                | Prijs   |
| ---- | ----------------------- | ------- |
| 1978 | $5.000 Draw High        | $21.000 |
| 1979 | $2.000 Draw High        | $22.800 |
| 1979 | $1.000 Ace to Five Draw | $22.200 |
| 1980 | $1.000 Razz             | $33.600 |